# Aratoca (kommun)
Aratoca är en kommun i Colombia.   Den ligger i departementet Santander, i den centrala delen av landet, 260 km nordost om huvudstaden Bogotá. Antalet invånare är 8 395.